# Allen Daviau

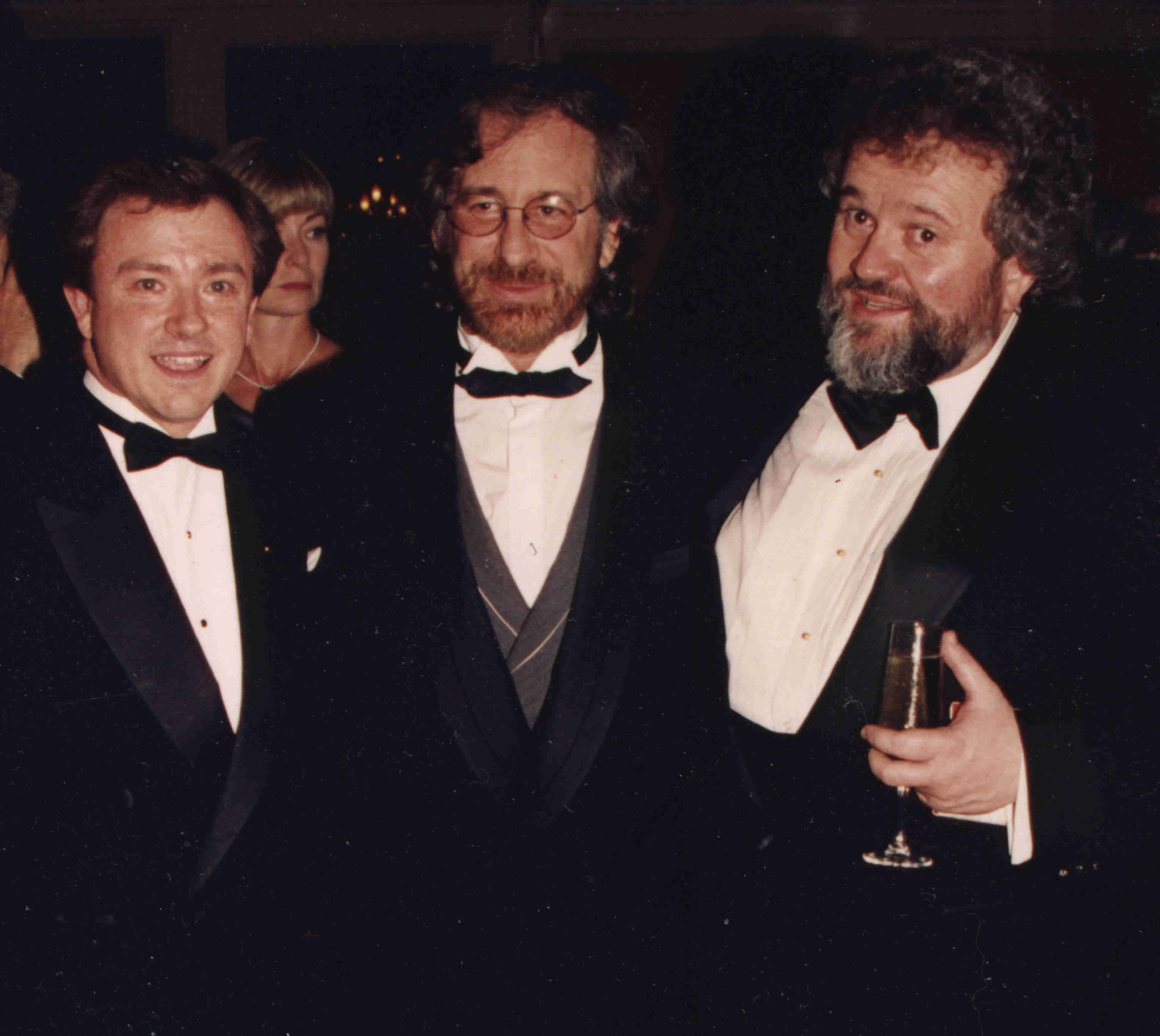
Peter R.J. Deyell, Steven Spielberg und Allen Daviau (2008)

John Allen Daviau (* 14. Juni 1942 in New Orleans, Louisiana; † 15. April 2020 in Los Angeles) war ein US-amerikanischer Kameramann.

## Leben
Allen Daviau begann seine Karriere in den 1960er Jahren als Kameramann bei Werbefilmen für Musiker, darunter Jimi Hendrix und The Who.
In den späten 1970er Jahren bzw. frühen 1980er Jahren begann er sein Schaffen auf Fernseh- und Spielfilme auszuweiten. Vor allem seine Zusammenarbeit mit Regisseur Steven Spielberg war entscheidend für seinen weiteren Werdegang. So zeichnete Daviau unter anderem 1982 für die Kamera bei E.T. – Der Außerirdische, Die Farbe Lila und Das Reich der Sonne verantwortlich. Außerdem war Daviau 1977 Kameramann der 2nd Unit bei Unheimliche Begegnung der dritten Art sowie 1984 bei Indiana Jones und der Tempel des Todes.
Mit Barry Levinson drehte Daviau das Familien-Drama Avalon und die Mafia-Komödie Bugsy. Daviau war für diese zwei Filme und seine drei Spielberg-Langfilme für den Oscar in der Kategorie Beste Kamera nominiert, allerdings blieb ihm die Trophäe jedes Mal versagt. 2007 wurde er von der American Society of Cinematographers (ASC) mit dem Lifetime Achievement Award ausgezeichnet.
Nach einem chirurgischen Eingriff im Jahr 2012 war Daviau auf einen Rollstuhl angewiesen und zog in die Seniorensiedlung Motion Picture & Television Country House and Hospital in Hollywood. Am 15. April 2020 starb Daviau dort im Alter von 77 Jahren während der COVID-19-Pandemie in den Vereinigten Staaten an den Folgen einer SARS-CoV-2-Infektion.

## Filmografie (Auswahl)
- 1968: Amblin’ (Kurzfilm)
- 1971: Say Goodbye (Dokumentarfilm)
- 1973: The Brothers O’Toole
- 1974: Mother Tiger Mother Tiger
- 1974: Mooch Goes to Hollywood (Fernsehfilm)
- 1979: Die Straßen von Los Angeles (The Streets of L.A., Fernsehfilm)
- 1980: The Boy Who Drank Too Much (Fernsehfilm)
- 1982: Harry Tracy – Der letzte Desperado (Harry Tracy, Desperado)
- 1982: E.T. – Der Außerirdische (E.T. – The Extra-Terrestrial)
- 1983: Unheimliche Schattenlichter (Twilight Zone: The Movie)
- 1985: Der Falke und der Schneemann (The Falcon and the Snowman)
- 1985: Die Farbe Lila (The Color Purple)
- 1987: Bigfoot und die Hendersons (Harry and the Hendersons)
- 1987: Das Reich der Sonne (Empire of the Sun)
- 1990: Avalon
- 1991: Rendezvous im Jenseits (Defending Your Life)
- 1991: Bugsy
- 1993: Fearless – Jenseits der Angst (Fearless)
- 1995: Congo
- 1999: The Astronaut’s Wife – Das Böse hat ein neues Gesicht (The Astronaut’s Wife)
- 2000: Tiggers großes Abenteuer (The Tigger Movie)
- 2004: Van Helsing

## Auszeichnungen
Oscar
- 1983: E.T. – Der Außerirdische (E.T. – The Extra-Terrestrial) – Nominierung
- 1986: Die Farbe Lila (The Color Purple) – Nominierung
- 1988: Das Reich der Sonne (Empire of the Sun) – Nominierung
- 1991: Avalon – Nominierung
- 1992: Bugsy – Nominierung

American Society of Cinematographers
- 1988: Das Reich der Sonne (Empire of the Sun)
- 1992: Bugsy
- 2011: Lifetime Achievement Award der American Society of Cinematographers